# Farovec
Farovec este o localitate din comuna Slovenska Bistrica, Slovenia, cu o populație de 42 de locuitori.